# Vármegyei Közélet
Vármegyei Közélet – Szolnok-Doboka vármegye Désen megjelentetett politikai és társadalmi hetilapja. 1906-ban indult, egyesülve az 1876-tól megjelenő Szolnok-Dobokával, Bene Ferenc szerkesztésében. 

## Működése
1918 előtti időszakában a vármegyei lapokban megszokott politikai és közéleti anyag mellett érdemes felfigyelni a hétvégi és ünnepi számaiban megjelenő olyan nevekre, mint Bánffy Miklós, Bárd Oszkár, Berde Mária, Bródy Sándor, Cholnoky Viktor, Daday Loránd, Harsányi Zsolt, Herczeg Ferenc, Jászai Mari, Kovács Dezső, Krúdy Gyula, Molnár Ferenc, Pakots József, Szabolcska Mihály, Thury Zoltán, Wass György. Ez az időszak az 1918. szeptember 26-i számmal lezárult.
1941-ben indította újra Sztojka László mint társadalmi, kulturális és közgazdasági hetilapot, amely „a Szamos-mente magyar hetilapja”, később „Észak-Erdély – Beszterce-Naszód és Szolnok-Doboka vármegyék hetilapja” alcímet viselte. Gyakran jelentkező munkatársai között szerepel Flórián Tibor, Hegyi Mózes, Huber Győző, Incze János, Mohy Sándor, Varró Dezső, Wass Albert. 1942. március 12-től nevét Szamosvidékre, alcímét „nemzetpolitikai, társadalmi és közgazdasági hetilap”-ra változtatva, 1944 márciusáig jelent meg.